# Sphaerotherium delacyi
Sphaerotherium delacyi är en mångfotingart som först beskrevs av White 1859.  Sphaerotherium delacyi ingår i släktet Sphaerotherium och familjen Sphaerotheriidae. Inga underarter finns listade i Catalogue of Life.